# Detlev Schild
Detlev Schild (* 21. Dezember 1951 in Detmold, Nordrhein-Westfalen) ist ein deutscher Physiker und Mediziner.

## Leben
Schild wuchs in Detmold auf und machte 1970 Abitur am Humanistischen Gymnasium Leopoldinum I in Detmold. Nach dem Zivildienst studierte er Physik und Medizin in Göttingen (Physik-Diplom, 1979; Medizin-Staatsexamen, 1982). 1985 wurde er dort bei Werner Lauterborn und Manfred Schroeder zum Dr. rer. nat. und 1987 an der Medizinischen Fakultät bei Hans Peter Zippel zum Dr. med. promoviert. Nach einer Assistentenzeit und der Habilitation in Physiologie bei Diethelm W. Richter wurde er 1997 in Göttingen auf eine Professur für Physiologie berufen und leitete seitdem das Institut für Neurophysiologie und Zelluläre Biophysik an der Medizinischen Fakultät. 2009 wurde er als Professor in der Fakultät für Physik kooptiert. Er lehrte an der Medizinischen Fakultät Physiologie, an der Fakultät für Biologie Neurowissenschaften und an der Fakultät für Physik Biophysik. Er war Gründungsmitglied (2000) und langjähriger Leiter des Studiengangs International M.Sc./PhD/MD-PhD-Programme in the Neurosciences.
Er war Mitglied des Senats (2007–2009) und des Stiftungsrats (2009–2016) der Universität Göttingen. Am 1. Oktober 2016 trat er in den Ruhestand und engagiert sich seitdem im Rahmen der „epiStoa eG“ für den Erhalt der europäischen Werte und Alten Sprachen.

## Forschungsinteressen
Schild hat auf den Gebieten Signalverarbeitung, Transduktionsmechanismen und synaptische Übertragung im Geruchssystem, Mikroskopie-Methoden und Algorithmen, Fluoreszenzkorrelationsspektroskopie, Kodierung in Neuronalen Netzen und Elektronische Nasen gearbeitet und zahlreiche Artikel auf diesen Gebieten veröffentlicht. Er war Mitglied mehrerer Forschungsverbünde, Sprecher eines DFG-Graduiertenkollegs sowie zusammen mit Mathias Bähr und Stefan W. Hell Sprecher des DFG Excellence Clusters CNMPB Microscopy at the Nanometer Scale and Molecular Physiology of the Brain (2011–2016).
Seit Oktober 2016 arbeitet er sporadisch als Gastwissenschaftler auf dem Gebiet chemosensorische Kodierung in elektronischen Nasen (Universität Tor Vergata, Rom).

## Veröffentlichungen (Auswahl)
- D. Schild, D. Restrepo: Transduction mechanisms in vertebrate olfactory receptor cells. In: Physiol Reviews, 1998, Band 78, S. 429–466.
- A. Gennerich, D. Schild: Fluorescence correlation spectroscopy in small cytosolic compartments depends critically on the diffusion model used. In: Biophys J., 2000, Band 79, S. 3294–3306.
- T.-W. Chen, B.-J. Lin, E. Brunner, D. Schild: In-situ background estimation in quantitative fluorescence imaging. In: Biophys J., 2006, Band 90, S. 2534–2547.
- D. Czesnik, D. Schild, J. Kuduz, I. Manzini: Endocannabinoid actions in the olfactory epithelium. In: PNAS, 2007, Band 104, S. 2967–2972.
- K. Franze, J. Grosche, S. N. Skatchkov, S. Schinkinger, D. Schild, O. Uckermann, K. Travis, A. Reichenbach, J. Guck: Spotlight on Glial Cells: Living Optical Fibers in the Vertebrate Retina. In: PNAS, 2007, Band 104, S. 8287–8292.
- T. Hassenklöver, P. Schwartz, D. Schild, I. Manzini: Purinergic signaling regulates cell proliferation of olfactory epithelium progenitors. In: Stem Cell, 2009, Band 27, Nr. 8, S. 2022–2031.
- S. Junek, T.-W. Chen, M. Alevra, D. Schild: Activity correlation imaging: visualizing function and structure of neuronal populations. In: Biophys J., 2009, Band 96, S. 3801–3809.
- T.-W. Chen, B.-J. Lin, D. Schild: Odor coding by modules of coherent mitral/tufted cells in the vertebrate olfactory bulb. In: PNAS, 106, Band 2009, S. 2401–2406.
- S. Junek, E. Kludt, F. Wolf, D. Schild: Olfactory coding with patterns of response latencies. In: Neuron, 2010, Band 67, Nr. 5, S. 872–884.
- A. Brinkmann, D. Schild: One special glomerulus in the olfactory bulb of Xenopus laevis tadpoles integrates a broad range of amino acids and mechanical stimuli. In: J. Neurosci., 2016, Band 36, Nr. 43, S. 10978–10989.